# Epuyén
Epuyén è un comune dell'Argentina ed è situato nel dipartimento di Cushamen, in provincia di Chubut.